# Gerald Broflovski
Gerald Broflovski je fiktivní postava z amerického animovaného televizního seriálu Městečko South Park Se ženou Sheilou mají spolu 2 syny. Vlastního syna Kyla a adoptivního syna z Kanady, Ika. Poprvé se objevil v epizodě Pan Hankey.

## Vzhled
Gerald má hnědé vlasy spojené s vousy okolo hlavy. Pod nosem má hnědý knírek. Nosí zelený kabát, pod kterým má modrý svetr a zelené kalhoty. Na hlavě nosí jarmulku, jelikož je židovského vyznání. Ovšem pod jarmulkou má plešku.

## Popis
Gerald je právník, který mimo jiné působí u soudu jako právní zástupce. Tato role byla znározněna v dílech Sexuálně harašivý panda a Boj o rasistickou vlajku. Je považován ja poměrně laskavého člověka, i když se v díle Nebezpečí snobu choval povýšeně jako snob, když jezdil Hybridem. Kdysi býval nejlepším přítelem Stuarta McCormicka, otce Kennyho. Jenže se znepřátelili kvůli financím, jelikož Gerald měl bohaté rodiče, tudiž si mohl dovolit vysokou školu a Stuart ne (naznačeno v epizodě Plané neštovice).
Ve 20. sérii se ukáže jako tzv. internetový troll. Jeho trollovská přezdívka na internetu je LovecCour42. Z počátku si všichni mysleli, že trollem je Cartman.